# Most Érica Tabarlyho
Most Érica Tabarlyho je silniční most přes řeku Loiru, resp. její rameno Madeleine v Nantes, ve Francii. Spojuje Île de Nantes s nantskou čtvrtí Malakoff/Pré-Gauchet. Oficiálně byl otevřen 17. června 2011, pro běžnou dopravu 19. června.
Celá konstrukce byla vyrobena v ateliéru Eeklo, v Belgii, společností Victor Buyck Streel Construction, a rozdělená na tři části dopravena na místo stavby po moři. Stavební práce provedlo ETPO. Architektem byl Marc Barani a technickou koncepci a dohled zajistila Setec Tpi, společnost, která se specializuje na umělecká díla (pracovala například na viaduktu Millau).
Jméno nese po známém navigátorovi, Éricovi Tabarlym, který zemřel v roce 1998 ve věku 67 let v Irském moři.